# Halls of Montezuma
Halls of Montezuma est un jeu vidéo de type wargame créé par Roger Keating et Ian Trout et publié par Strategic Studies Group en 1988 sur Apple II et Commodore 64 avant d'être porté sur IBM PC, Amiga et Macintosh. Le jeu simule, à l’échelle opérationnelle, des batailles clés de l’histoire de l'United States Marine Corps pendant la guerre américano-mexicaine, Première Guerre mondiale, la Seconde Guerre mondiale, la guerre de Corée et la guerre du Viêt Nam. Il s’appuie sur le moteur de jeu de Battlefront (1986) et de Battles in Normandy (1987) dont il reprend quasiment à l’identique le système, avec quelques modifications.

## Système de jeu
Halls of Montezuma est un wargame qui simule, à l’échelle opérationnelle, des batailles clés de l’histoire de l'United States Marine Corps. Le jeu propose huit scénarios, chacun avec plusieurs variantes historiques qui en déterminent les conditions de départ. Le premier est consacré à la bataille de Mexico de la guerre américano-mexicaine. Le second retrace la bataille du bois de Belleau, le premier engagement des troupes américaines de la Première Guerre mondiale. Les trois suivants sont consacrés à la guerre du Pacifique de la Seconde Guerre mondiale avec notamment la bataille d’Iwo Jima et la bataille d'Okinawa. Deux autres scénarios sont consacrés à la guerre de Corée et le dernier à la guerre du Viêt Nam,. Il s’appuie sur le moteur de Battlefront (1986) et Battles in Normandy (1987) dont il reprend quasiment à l’identique le système.

## Développement et publication
Halls of Montezuma est troisième wargame de Strategic Studies Group développé à partir du moteur de jeu de Battlefront (1986) après Battles in Normandy (1987). Comme ses prédécesseurs, il est d'abord publié sur Apple II et Commodore 64 en 1988. Il est ensuite porté sur IBM PC en 1989 puis sur Amiga et Macintosh en 1991.

## Accueil
| Halls of Montezuma |      |        |
| Média              | Nat. | Notes  |
| ACE                | GB   | 88.4 % |
| Amiga Computing    | GB   | 81 %   |
| Commodore User     | US   | 7/10   |
| CCI                | US   | 77 %   |
| Dragon Magazine    | US   | 4/5    |
| Joystick           | FR   | 60 %   |
| Tilt               | FR   | 10/20  |
| Zzap!64            | GB   | 78 %   |